# Epidendrum paranaense
Epidendrum paranaense är en orkidéart som beskrevs av João Barbosa Rodrigues. Epidendrum paranaense ingår i släktet Epidendrum och familjen orkidéer. Inga underarter finns listade i Catalogue of Life.